# Maununo
Maununo ist eine osttimoresische Siedlung im Suco Cassa (Verwaltungsamt Ainaro, Gemeinde Ainaro).
Maununo schließt sich südlich Cassa an, dem Hauptort des Sucos. Es liegt im Norden der Aldeia Lailima, in einer Meereshöhe von 102 m. Die Gebäude reihen sich entlang der Überlandstraße von Cassa nach Zumalai auf, an dem sich südlich der Nachbarort Luan Cadoi befindet. Östlich fließt der Belulik, der Grenzfluss zum östlichen Nachbarsuco Leolima.

Heiliges Haus in Maununo
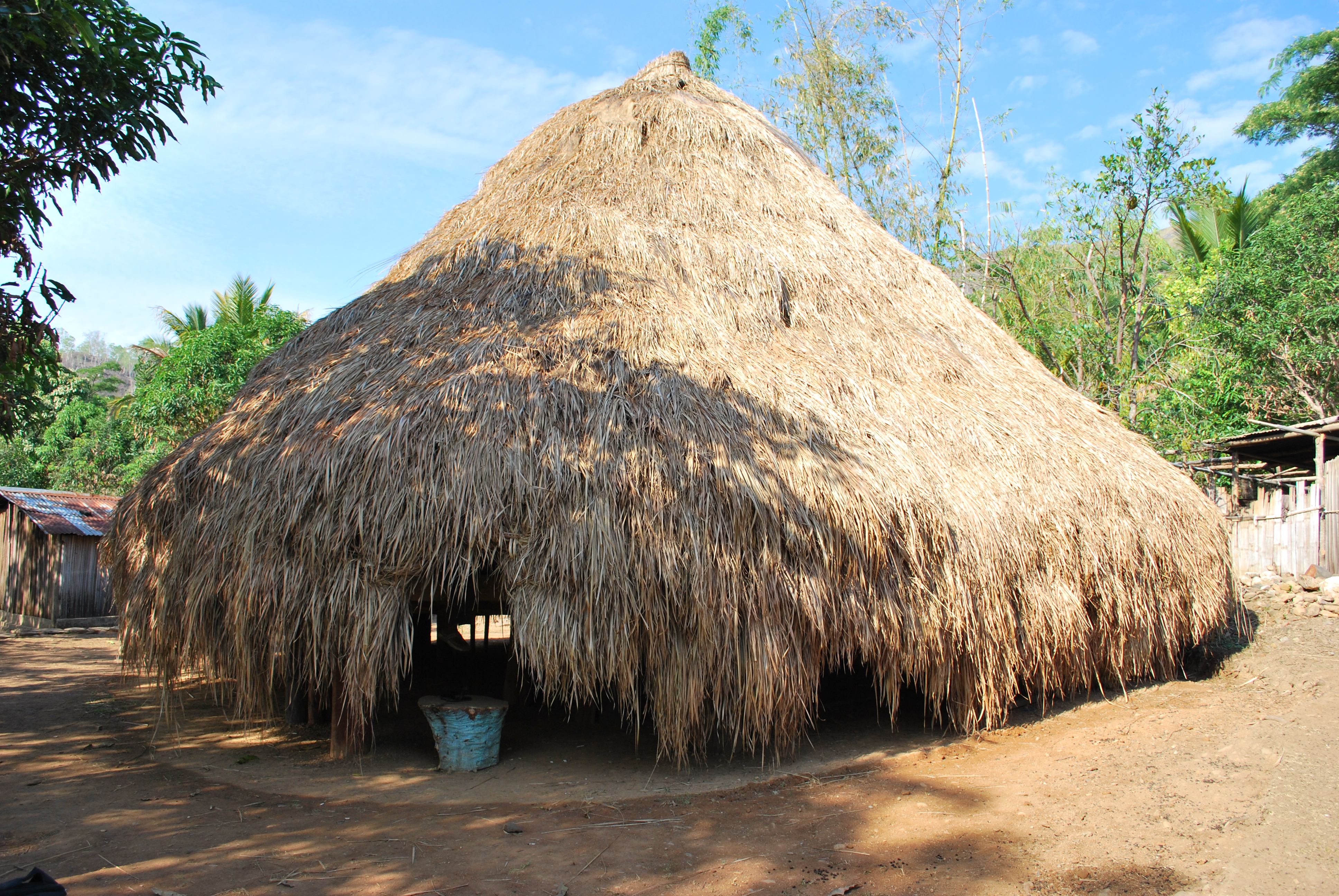
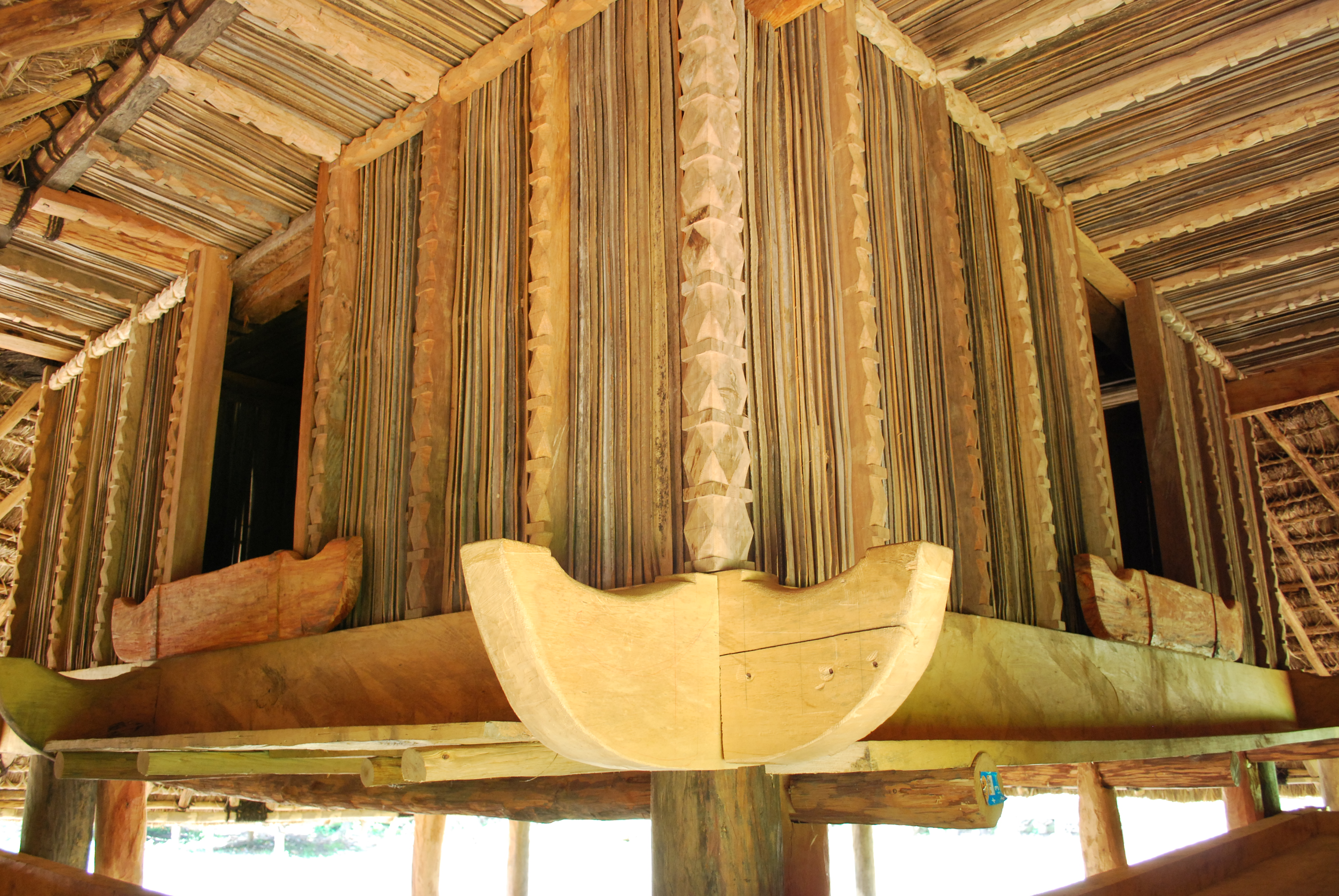
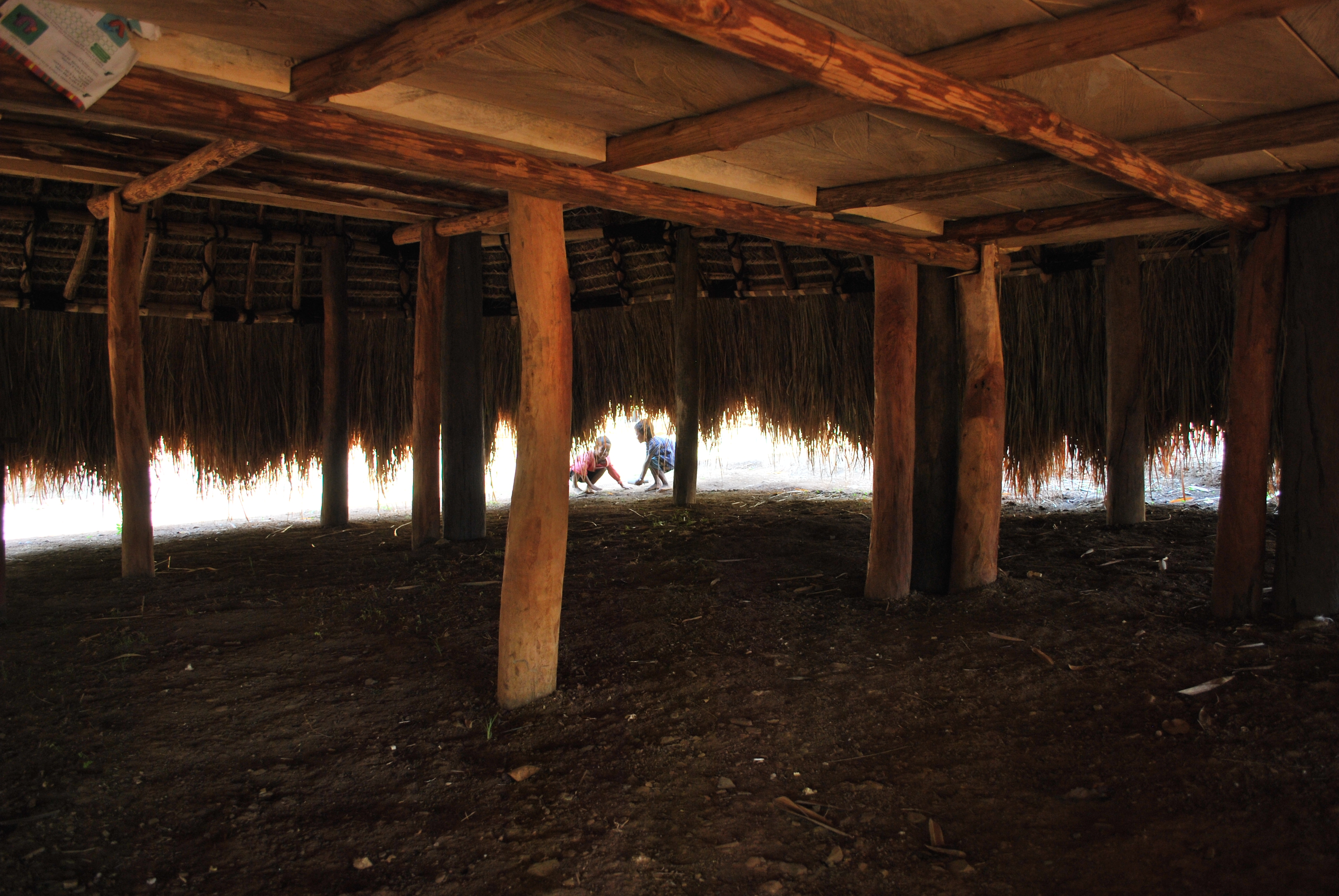